# Спрінгмонт (Пенсільванія)
Спрінгмонт (англ. Springmont) — переписна місцевість (CDP) в США, в окрузі Беркс штату Пенсільванія. Населення — 792 особи (2020).

## Географія
Спрінгмонт розташований за координатами 40°19′38″ пн. ш. 76°0′15″ зх. д. / 40.32722° пн. ш. 76.00417° зх. д. (40.327360, -76.004190).  За даними Бюро перепису населення США в 2010 році переписна місцевість мала площу 0,44 км², уся площа — суходіл.

## Демографія
Згідно з переписом 2010 року, у переписній місцевості мешкали 724 особи в 299 домогосподарствах у складі 204 родин. Густота населення становила 1655 осіб/км².  Було 316 помешкань (722/км²).
Расовий склад населення:
| - 93,5 % — білих - 3,5 % — чорних або афроамериканців - 0,7 % — корінних американців - 0,4 % — азіатів |

До двох чи більше рас належало 1,7 %. Частка іспаномовних становила 6,4 % від усіх жителів.
За віковим діапазоном населення розподілялося таким чином: 23,1 % — особи молодші 18 років, 56,6 % — особи у віці 18—64 років, 20,3 % — особи у віці 65 років та старші. Медіана віку мешканця становила 41,4 року. На 100 осіб жіночої статі у переписній місцевості припадало 93,1 чоловіків;  на 100 жінок у віці від 18 років та старших — 94,1 чоловіків також старших 18 років.
Середній дохід на одне домашнє господарство  становив 82 635 доларів США (медіана — 78 661), а середній дохід на одну сім'ю — 108 366 доларів (медіана — 98 153). За межею бідності перебувало 7,6 % осіб, у тому числі 0,0 % дітей у віці до 18 років та 34,1 % осіб у віці 65 років та старших.
Цивільне працевлаштоване населення становило 344 особи. Основні галузі зайнятості: науковці, спеціалісти, менеджери — 31,4 %, освіта, охорона здоров'я та соціальна допомога — 31,1 %, виробництво — 16,0 %, роздрібна торгівля — 9,0 %.